# Lufa stożkowa

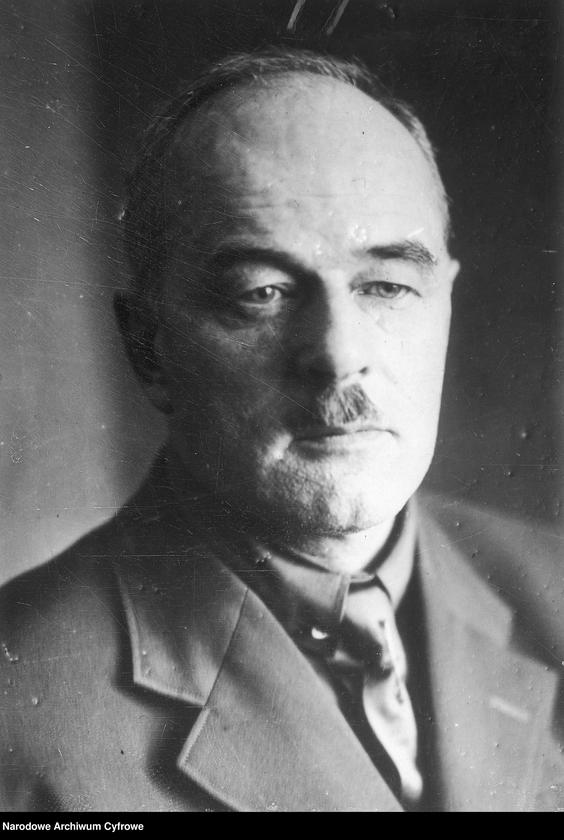
Hermann Gerlich, niemiecki konstruktor broni – fotografia portretowa, NAC

Lufa stożkowa – rozwiązanie techniczne, które zaczęto stosować w późnych latach trzydziestych XX wieku. 

## Opis
Lufa stożkowa została skonstruowana na podstawie badań niemieckiego konstruktora broni Hermanna Gerlicha. Lufy takie miały odmienny wygląd, wyraźnie zwężając się ku wylotowi. Pocisk z zewnętrzną warstwą z miękkiej stali był przepychany przez zwężającą się lufę, dzięki czemu osiągał znaczną prędkość wylotową.  
Podkalibrowy pocisk miał rdzeń z węgliku wolframu. Zewnętrzna osłona pocisku składała się z dwóch warstw miękkiej stali, które po wystrzale napierały na wolframowy rdzeń, nadając mu bardzo dużą prędkość wylotową. Zwiększało to znacznie zdolność przebijania pancerza, ale jednocześnie miało kilka wad:
- lufa stożkowa nie nadawała się do strzelania amunicją odłamkową standardowych kalibrów
- pojawiały się problemy ze stabilizacją pocisków w locie
- żywotność lufy wynosiła około 500 strzałów[1].

Lufy stożkowe posiadały między innymi niemieckie armaty 2,8 cm sPzB 41 i 4,2 cm PaK 41.